# Espineta de Gould
L'espineta de Gould (Gerygone magnirostris) és un ocell de la família dels acantízids (Acanthizidae).

## Hàbitat i distribució
Habita zonesd amb arbres a prop d'aiguamolls i manglars, a les terres baixes de les illes Aru i les Raja Ampat de Waigeo, Batanta, Salawati i Kofiau, Nova Guinea, incloent Biak, Yapen, Karkar i Manam. Arxipèlags D'Entrecasteaux i Louisiade. Costa nord d'Austràlia Occidental, cap a l'est, a través del nord del Territori del Nord fins al nord de Queensland.